# Moderat Likvidation
I Moderat Likvidation (in lingua svedese liquidazione moderata) sono un gruppo musicale hardcore punk svedese, formato nel 1980 a Malmö dal chitarrista Per Berglund e dal cantante Patrik "Fjalle" Wisemark. Attiva tra il 1980 e il 1985, la formazione si è riunita nel 2007. Nel 2009 il gruppo ha pubblicato un nuovo album studio, Mammutation. Il nome della band si riferisce al Partito Moderato svedese.

## Formazione

### Formazione attuale
- Patrik "Fjalle" Wisemark - voce
- David Javue - basso
- Per Berglund - chitarra
- Stefan Elfgren - batteria

### Ex componenti
- Cliff Lundberg - basso
- Thomas "Tobbe" Sjöberg - voce
- Sami Bannura - basso

## Discografia

### Album in studio
- 1993 - Kuknacke
- 2006 - Nevermind the Bootlegs
- 2009 - Mammutation

### EP
- 1983 - Moderat Likvidation
- 1983 - Anti-Fag Music
- 1992 - Nitad
- 2006 - Köttahuve
- 2006 - Marionett i kedjor
- 2006 - Nitad